# Suhoiarivka, Prîlukî
Suhoiarivka (în ucraineană Сухоярівка) este un sat în comuna Malkivka din raionul Prîlukî, regiunea Cernihiv, Ucraina.

## Demografie
Componența lingvistică a localității Suhoiarivka
     Ucraineană (92,11%)
     Rusă (6,58%)
     Belarusă (1,32%)
Conform recensământului din 2001, majoritatea populației localității Suhoiarivka era vorbitoare de ucraineană (92,11%), existând în minoritate și vorbitori de rusă (6,58%) și belarusă (1,32%).